# Александр фон Гурмузакі
Александр фон Гурмузакі (*3 жовтня 1869, Черновиці — †1945, Женева) — австрійський барон, доктор права, австро-угорський громадсько-політичний діяч грецько-румунського походження, посол до Райхсрату та Буковинського сейму, останній маршалок крайового сейму (1911—1918).

## Родовід
Александр фон Гурмузакі народився в родині Ніколая Гурмузакі та Наталії Стирча.

Ніколай фон Гурмузакі (*19.03.1826 Черновиці — †19.09.1909) Черновиці), нащадок стародавнього фанаріотського роду Гурмузакі, представники якого переселилася в Молдавію наприкінці XVI ст. Разом з рідними братами — Алеку, Георге та Євдоксієм (як великі землевласники та посли Рейхсрату), отримали (1881) титул австрійських баронів.

Наталія фон Стирча (*02.12.1842, Красна Ільського — †09.03.1916, Відень) також походила з молдавського боярського роду Стирчів, яким було даровано (1880) титул австрійських баронів.

Рідний брат Александра — Костянтин Гормузакі — румунський ентомолог і ботанік, який працював головним чином на Буковині. Доктор права, почесний академік Румунської Академій наук (1919), почесний доктор (Doctor honoris causa) (1930) і професор (1931).

Александр Хурмузакі не був одружений і не мав нащадків.

## Біографія

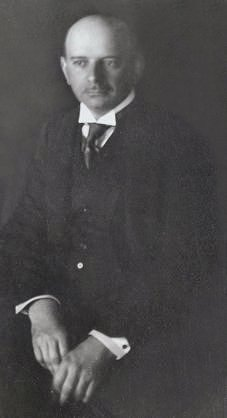
барон Александр фон Гурмузакі (1904)

Дитинство Александра пройшло в батьківському родовому маєтку у Чорнівці. Закінчивши (1888) Черновицьку вищу державну гімназію № 1 (нім. K. k. I Staatsgymnasium in Czernowitz), вивчав право у Черновицях та Відні, де здобув ступінь доктора.

Здобувши освіту, спочатку обіймав високі посади в Міністерстві внутрішніх справ Австро-Угорщини. Пізніше став активним адвокатом і політиком.

### Політична діяльність
Александр, як і його батько, багато років (до 1911) був послом від виборчого округу Серет і Сучава у Рейхсраті. Спочатку долучився до «клубу Гогенварта». Згодом, разом з Георгієм Василько фон Серетським та Георгієм Поповічі заснували «Румунський парламентський клуб», якому, завдяки плідній співпраці з Міністр-президентами Австро-Угорщини, вдалося добитися певних преференцій для буковинських румунів, зокрема створення низки паралельних румунських класів у німецькій гімназії в Черновицях.

У 1898 р. Александр фон Гурмузакі став фундатором часопису «Gazeta Bucovinei». Того ж року, за видатні заслуги перед румунською нацією його було нагороджено орденом «Зірки Румунії», який вручив особисто Кароль I, відвідуючи Герцогство Буковина.

27 травня 1911 року, після обрання Буковинського сейму ХІ скликання, та відмови Георгія Василько фон Серетського від головування в ньому, був призначений Францом Йосифом I маршалком крайового парламенту. На новій посаді Д-р Гурмузакі, окрім продовження розвитку доріг та електрифікації в країні, був рішуче відданий розвитку освіти та будівництву шкіл у провінції. Він також започаткував будівництво громадських будівель у столиці герцогства.

1 липня 1914 року, після трьох років головування в сеймі, Александр фон Гурмузакі був відзначений Цісарем Командорським хрестом із зіркою за визнанні досягнутих у реалізації плану розбудови країни.

### Розпад Австро-Угорщини
12 грудня 1918 р., після зайняття Герцогства Буковини румунською армією, крайовий сейм було розпущено. Не зважаючи на наполегливі прохання представників буковинських румунів—уніоністів, зокрема їх лідера Янку Флондора, відмовився очолити край у складі Румунського королівства.

Останній президент Герцогства Буковина Йозеф фон Ездорф, котрий, після відставки (06.11.1918), разом з дружиною більше місяця мешкав у барона Гурмузакі, у своїх спогадах зазначав:
|  | ...баронові Гормузакі запропонували посаду президента Національних зборів. Однак він вирішив за краще утриматися від прийняття такої пропозиції й віддав перевагу приватному життю, оскільки для його високого сумління була неприйнятною можливість через кілька днів після того, як він ще був головою краю, призначеним цісарем, стати президентом Національних зборі... |

До 1941 р. працював юристом в Черновицях, після чого виїхав до Швейцарії. Помер у 1945 році в Женеві.